# Terminal de Paso de la Arena
Terminal de Paso de la Arena es una de las terminales que integran y componen el STM en la ciudad de Montevideo. Se encuentra ubicada en el barrio Paso de la Arena sobre la intersección de la Avenida Luis Batlle Berres y Camino Cibils. 

## Construcción
Fue construida en el año 1997, siendo la primera experiencia en que las terminales dejaron de ser solo un depósito de ómnibus para tener como protagonista principal al usuario. Se dotó de un espacio confortable y seguro para el ascenso y descenso de pasajeros, con servicios inmediatos (servicios higiénicos, teléfonos públicos, comercios de comida rápida). En la actualidad integra el Sistema de Transporte Metropolitano y cuenta con una capacidad  de 119 lugares para el estacionamiento y descanso de las unidades de transporte. Se estima que un total de 6.000 personas ascienden y descienden por día  en la terminal. 

## Líneas
Por dicha estación abordan y tienen como destino las líneas de transporte urbano y local de la ciudad, tales como: 
- 128
- 137
- 157
- 163
- L1
- L5
- L6
- L14
- L16
- L19
- L34
- L35
- L39
- ML2

### Intercambio (trasbordo)
Líneas que pasan por la terminal, pero que continúan su recorrido hacia otro destino:

#### Urbanas y Locales
- 127: Ciudadela < Terminal Paso de la Arena >  Delta del Tigre
- 135: Ciudadela < Terminal Paso de la Arena > Punta Espinillo
- 427: Portones < Terminal Paso de la Arena > U.A.M. (Los Bulevares)
- 494: Buceo < Terminal Paso de la Arena > Delta del Tigre
- 495: Buceo < Terminal Paso de la Arena > Pajas Blancas
- L7: Terminal del Cerro < Terminal Paso de la Arena > Hospital Saint Bois

#### Suburbanas
- 1M1: Terminal Baltasar Brum < Terminal Paso de la Arena > Playa Pascual
- 1M2: Terminal Baltasar Brum < Terminal Paso de la Arena > Playa Pascual (por Delta)
- 1M4: Terminal Baltasar Brum < Terminal Paso de la Arena > Playa Penino
- 1M5: Terminal Baltasar Brum < Terminal Paso de la Arena > Playa Pascual (por Villa Olímpica)
- 1M6: Terminal Baltasar Brum < Terminal Paso de la Arena > Playa Pascual (por Villa Olímpica y Penino)
- 1M7: Terminal Tres Cruces < Terminal Paso de la Arena > Playa Pascual
- 1M11: Terminal Baltasar Brum < Terminal Paso de la Arena > Delta del Tigre
- 1M12: Terminal Baltasar Brum < Terminal Paso de la Arena > Ruta 1 kilómetro 29 (por Delta)
- 1M13: Terminal Baltasar Brum < Terminal Paso de la Arena > Santa Mónica (por Delta)
- 1M14: Terminal Baltasar Brum < Terminal Paso de la Arena > Santa Mónica (por Delta y Monte Grande)
- 1M15: Terminal Baltasar Brum < Terminal Paso de la Arena > Colonia Wilson
- 1M16: Terminal Baltasar Brum < Terminal Paso de la Arena > Ruta 1 kilómetro 29 (por Delta y R1 Vieja)
- 227: Terminal Baltasar Brum < Terminal Paso de la Arena > Playa Pascual